# Parasynatops politus
Parasynatops politus es una especie de coleóptero de la familia Attelabidae.

## Distribución geográfica
Habita en Japón.